# Tequeño
El tequeño es una preparación culinaria originaria de Venezuela que típicamente consiste en una masa de harina de trigo frita, rellena de queso blanco venezolano. Es consumido como entremés, desayuno, comida rápida o merienda. Generalmente se sirven solos pero es posible acompañarlos de alguna salsa, por ejemplo ketchup, guasacaca, salsa rosada, salsa tártara, salsa picante o alguna salsa con sabor a ajo, cebolla, queso cheddar, tocino, entre otros. El 21 de abril de 2023 fue declarado como patrimonio cultural de Venezuela.

## Origen
Se cree que la receta nace de las sobras de masa de pasta hecha a mano de las cocineras -que trabajaban internas con familias pudientes de Caracas y Los Teques; se tiene registros de haberse consumido en Caracas desde mediados del siglo XX. Se manejan dos hipótesis sobre su origen, la más difundida es que son originarios de Los Teques. Asimismo, se contempla su posible origen Caraqueño. Hay tequeños rellenos con queso y plátano maduro, dulce de leche, chocolate y dulce de guayaba. 
- Familia Báez de Los Teques[4]

Esta teoría afirma que se inventaron en los años 1920 por la mayor de las hermanas Báez, Josefina Hernández de Oviedo, cuando tenía 15 años. En principio se les denominó Enrolladitos de Queso y a partir de la década de 1960 tequeños; se había popularizado no solo en el área de Los Teques sino también en Caracas, La Victoria  y Las Tejerías; gracias a los distribuidores de Los Teques. En Caracas preguntaban "¿Dónde están Los Tequeños?" y especialmente cuando los distribuidores de Los Teques viajaban vía tren desde “El Encanto” hasta “Caño Amarillo” en Caracas, al llegar eran tan famosos que la gente gritaba: “¡Llegaron los tequeños!”, haciendo referencia a la gente de Los Teques; esta denominación finalmente se adoptó para la preparación.
Por otro lado, muchas familias de origen italiano y español de la Caracas de antaño y de la generación de postguerra, antes de los años 50 del siglo XIX ya  preparaban estos enrollados con queso mozzarella que se hacían con la misma masa de preparar la pizza, pasteles de carne, o la bollería casera de la época de estas familias. Era una manera de aprovechar los trozos de masa que quedaban de otras preparaciones.

Las Báez se establecieron en Los Teques provenientes de Caracas y durante una fiesta que brindaron repartieron una botana nueva y original elaborada con una pasta de trigo la cual envolvía un trozo de queso. Era una botana más, no tenía nombre, pero fue todo un éxito. Se corrió la voz y se empezaron a hacer famosos esos pasapalos dorados y llenos de sabor. Hasta el  General Gómez era uno de los fanáticos de esa creación culinaria que para aquel momento se consideraba todo un lujo y en sus fiestas y meriendas no podían faltar.

Cuando Las Báez o los enviados por ellas a Caracas llegaban a la estación del tren en Caño Amarillo cargados de esas botanas la gente decía: “¡Llegaron los tequeños!” referiéndose a la gente de Los Teques y con el tiempo ese fue el nombre del pasapalo per secula seculorum.

- Cocinera de Los Teques[3]

Otra teoría atribuye la invención a la cocinera de una familia pudiente caraqueña que tenía su casa vacacional en Los Teques.

Los Teques era una ciudad donde muchas familias pudientes de Caracas pasaban largas temporadas de vacaciones o de "temperamento", debido a su clima frío y a la pureza de su aire. Se cree que el tequeño fue creado en la cocina de una de esas familias pudientes, en donde se comía bien y variado, dada la presencia de la pasta hecha a mano, que indica que fuera familia pudiente o acomodada ya que podía darse esos lujos. 

Su nombre, podría ser también un homenaje familiar a una cocinera tequeña (como se le dice a los oriundos de esa ciudad) que los hubiera hecho por primera vez, utilizando restos de la masa empleada en la confección de pastelitos que fueron antecesores a los tequeños.

- Origen zuliano

La segunda tesis es que la receta es de Villa del Rosario, Zulia, aunque nada menciona sobre la denominación tequeño.

...nacieron en la Villa del Rosario, a comienzos de siglo XX, creados por un señor de origen italiano y de apellido Franco. Interpretando el hecho, tiene sentido porque ¿qué es un tequeño? Es un trozo de queso forrado en masa que se fríe y en el Zulia, con esa ganadería generosa que pasta al sur del lago, el queso es abundante y forma parte de la dieta diaria. Además, los zulianos comen todo frito. Nada de raro tiene que a alguien se le ocurriera envolver un trozo de queso en masa de harina de trigo con la que los vecinos merideños hacen los pastelitos y los italianos el calzone. Me dicen que se hacía con un queso llamado de matera que tiene suficiente consistencia para soportar la altas temperaturas y conservar estructura.

- Origen caraqueño

La tercera, recogida por Miro Popić, aunque más improbable sin ser descartable, es que provengan de Caracas por un incidente acaecido en el barrio El Teque.

El profesor José Rafael Lovera nos remite a la Caracas del siglo XIX, donde existía un barrio El Teque. En una oportunidad atraparon a un guapetón y ante la acusación de que estaba conspirando, el negó todo, diciendo que estaba “comprando unos pastelitos de queso en una panadería”. Es posible que esos pastelitos hayan derivado luego en los tequeños que conocemos ahora.

## Variedades

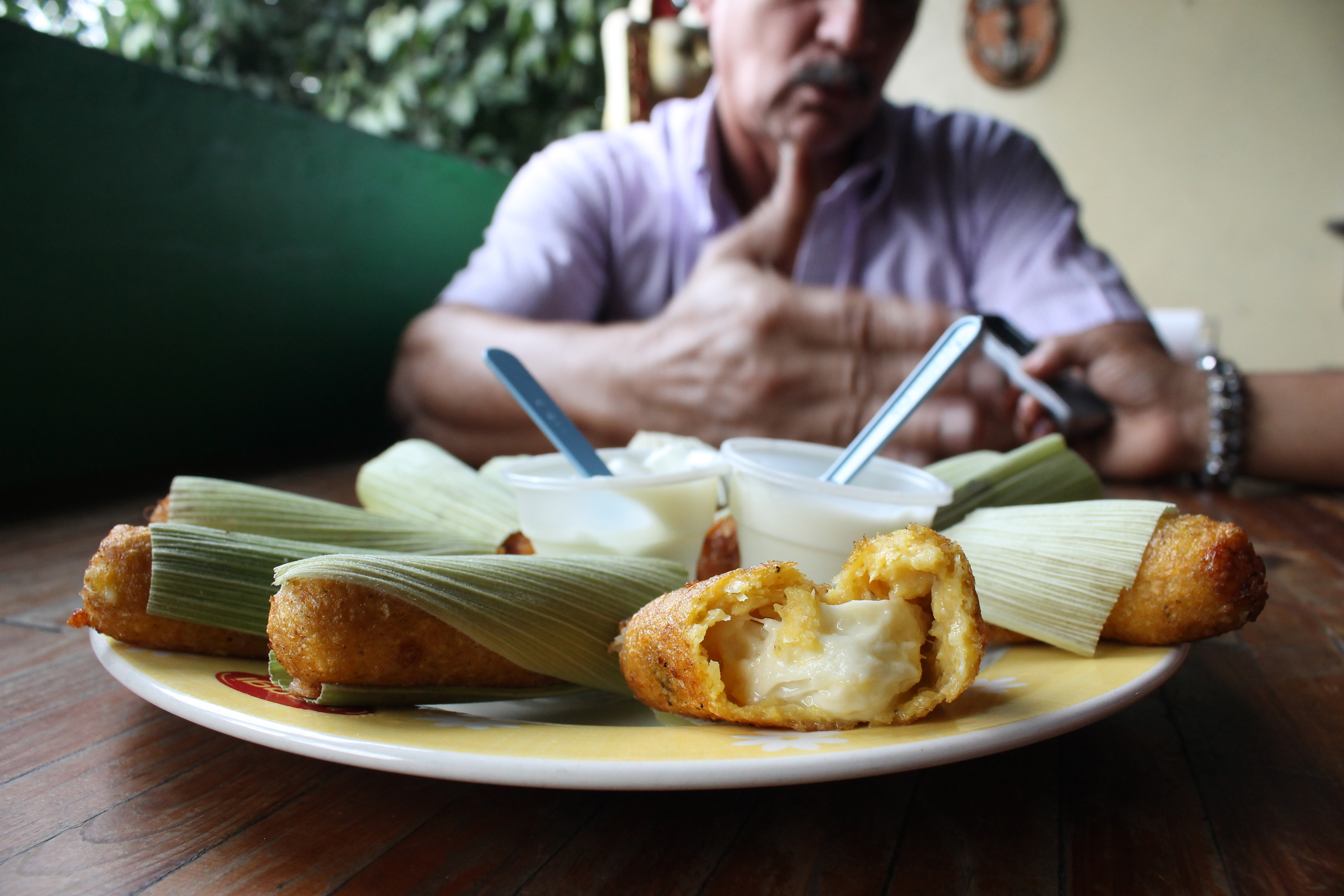
Tequeños de jojoto

En Venezuela hay una variante de mayor tamaño, igualmente popular, es denominada tequeñón. Además de los rellenos de queso, existen variantes con jamón, jamón y queso, queso ricota con espinacas, queso gouda (queso amarillo), salchicha de Viena, bocadillo de guayaba, chocolate y hasta mariscos (generalmente surimi de cangrejo o camarones). Otra variante es el relleno de chorizo, comercializado en los supermercados españoles a raíz del crecimiento de la población inmigrante venezolana en España. También existe el tequeyoyo, el cual está relleno de plátano maduro y queso, lo cual le da un sabor dulce, típico del estado Zulia. También en el estado Carabobo es posible encontrar tequeños hechos de masa de maíz tierno conocidos como tequeños de jojoto, cuyo sabor emula al de una cachapa con queso.

### Influencias
En varias partes del mundo especialmente en Argentina surge la Tequeburger, una hamburguesa con dos tapas de tequeños en forma cilíndrica. De igual forma, nace el tequechipá, elaborado con masa de chipá.[cita requerida]